# Scutiger nepalensis
Espèce
Statut de conservation UICN

 VU B2ab(iii) : Vulnérable
Scutiger nepalensis est une espèce d'amphibiens de la famille des Megophryidae.

## Répartition
Cette espèce est endémique du Nord-Ouest du Népal. Elle se rencontre entre 3 000 et 5 000 m d'altitude,.

## Étymologie
Son nom d'espèce, composé de nepal et du suffixe latin -ensis, « qui vit dans, qui habite », lui a été donné en référence au lieu de sa découverte, le Népal.

## Publication originale
- Dubois, 1974 "1973" : Diagnoses de trois espèces nouvelles d'amphibiens du Népal. Bulletin de la Société Zoologique de France, vol. 98, p. 495-497.